# Султанский, Мордехай Иосифович
Мордеха́й Ио́сифович Султа́нский (1771, 1772 или 1785, Луцк, Корона Королевства Польского — 20 сентября [2 октября] 1862 или 1863, Николаев, Николаевское и Севастопольское военное губернаторство или Евпатория, Таврическая губерния) — караимский богослов, гахам и газзан. Один из наиболее видных представителей караимской науки в XIX веке. Учитель Авраама Фирковича и Соломона Бейма.

## Биография
Родился в 1771 году в Луцке в семье караимского газзана и учителя. В 1818 году избран в «архи рабины над всема в Караимском Луцком кагале находящимися рабинами». Первый учитель Авраама Фирковича, в будущем рассорившийся с ним на почве личных счётов и расхождений в богословских вопросах. В начале 1830-х годов переехал в Крым и стал газзаном Чуфут-Кале. В 1833 году по приглашению П. И. Кёппена исследовал древний караимский некрополь у подножия Мангуп-Кале, где им было обнаружено самое раннее надгробие с датой 1274 год н. э., или 5034 год от сотворения мира. В 1837 году вместе с гахамом С. С. Бобовичем принимал в Чуфут-Кале императора Николая I и его супругу Александру Фёдоровну. В 1840-х годах переселился в Евпаторию, а затем, вероятно, из-за Крымской войны, уехал в Херсон, где также занимал должность старшего газзана.
Мордехай Султанский был первым караимским учёным (наряду с Авраамом Фирковичем), разрабатывавшим теорию о том, что караимы Восточной Европы имеют отличное от евреев-талмудистов происхождение: от так называемых десяти колен израилевых.
Умер 20 сентября 1862 года в Николаеве в возрасте девяноста двух лет. 

## Семья
От 1-й жены имел сыновей:
- Исаак Мордехаевич Султанский (? — до 1828), в 1818 году избран «кантором или вице рабином» караимской общины Луцка. Умер в молодом возрасте.
- Иосиф Мордехаевич Султанский (ок. 1803—1852), жил в Луцке.
- Исаак Мордехаевич Султанский (1828—1899), более сорока лет занимал должность газзана и учителя в разных городах России.

От 2-й жены, Биче Мортхаевны Болек (1801—1874, Бахчисарай):
- Моисей Мордехаевич Султанский (1834—1890), в 1872—1890 годах служил газзаном в Харькове.
- Илья Мордехаевич Султанский (1835—?), жил в Николаеве[6].

## Известные произведения
| Название (в переводе на русский язык) | Оригинальное название на древнееврейском | Название (кириллица) | Название (латиница) | Описание                                                                                              |
| ------------------------------------- | ---------------------------------------- | -------------------- | ------------------- | --- |
| «Врата надежды»                       | פתח תיקוה                                | Петах Тиква          | Petach Tikwah       | грамматика древнееврейского языка (Евпатория, 1857)                                                   |
| «Разъясняющая Книга»                  | ספר תטיב דעת                             | Сефер Татив Даат     | Sefer Tetib Daat    | полемическое сочинение, направленное против талмудической религиозной философии и хасидизма (1858)    |
| «Скрытый свет»                        | אור הגנוז                                | Ор а-Гануз           | Or ha-Ganuz         | книга по религиозной философии                                                                        |
| «Книга (правильного) вкуса»           | ספר הטעם                                 | Сефер а-Таам         | Sefer ha-Taam       | ответы на вопросы Миллера и других о иудаизме и караимстве                                            |
| «Ручьи»                               | פלגי מיים                                | Палгей Майим         | Palge Majim         | комментарий к Плачу Иеремии                                                                           |
| «Памяти Праведников»                  | זכר צדיקים                               | Зехер Чадыкким       | Zecher Chaddykim    | сборник проповедей и материалов по истории караимов в поддержку археологических находок А. Фирковича. |
| «Книга для сумы»                      | ספר ילקוט                                | Сефер Ялкут          | Sefer Jalkut        | сборник статей и гомилий к Библии                                                                     |
| «Предписание отдаления от плохого»    | מחתם סור מרע                             | Михтам Сур ми-Ра     | Michtam Sur-me-Ra   | о нравственном учении                                                                                 |
| «Меры стойкости»                      | מידות עוז                                | Мидот Оз             | Midot Oz            | руководство для преподавателей и учеников Торы                                                        |
| «Величество»                          | הוד מלכות                                | Ход Малхут           | Hod Malkut          | историческое произведение, посвящённое царю Николаю Первому                                           |
| «Книга снимающая боль»                | ספר דחית כאב                             | Сефер Дхият Кээв     | Sefer Dchiyat Keev  | обращение к народным вождям                                                                           |